# Banksinoma tamayura
Banksinoma tamayura är en kvalsterart som beskrevs av K. Fujikawa 2003. Banksinoma tamayura ingår i släktet Banksinoma och familjen Thyrisomidae. Inga underarter finns listade.